# El expediente del semidiós
El expediente del semidiós es un libro complementario que se desprende de la saga de Rick Riordan Percy Jackson y los dioses del Olimpo. Fue publicado el 10 de febrero de 2009, con el audiolibro, leído por Jesse Bernstein, y publicado el mismo día.
Este libro se ubica, en línea temporal, al finalizar La batalla del laberinto y antes del comienzo de El último héroe del Olimpo. A diferencia del resto de la saga, no es una historia en si sino que son 3 cuentos - todos protagonizados por Percy Jackson -, además de entrevistas a los hermanos Stoll, Clarisse La Rue, Grover Underwood, Annabeth Chase y Percy Jackson. También se hallan dentro descripciones de algunos dioses principales.

## Cuentos
- Percy Jackson and the Stolen Charriot (Percy Jackson y el carro robado): Percy y Clarisse.
- Percy Jackson and the Bronze Dragon (Percy Jackson y el dragón de bronce): Percy, Annabeth, Silena Beuregard y Charles Beckendorf.
- Percy Jackson and the Sword of Hades (Percy Jackson y la espada de Hades): Percy, Nico di Angelo y Thalia Grace.